# Nacktried
Das Nacktried (Carex myosuroides Vill., Syn.: Kobresia myosuroides (Vill.) Fiori), auch Ähren-Schuppenried, Nacktriedgras oder Alpen-Ährenriet genannt, ist eine Pflanzenart aus der Gattung der Seggen (Carex) innerhalb der Familie der Sauergrasgewächse (Cyperaceae). Sie ist auf der Nordhalbkugel weitverbreitet.

## Beschreibung

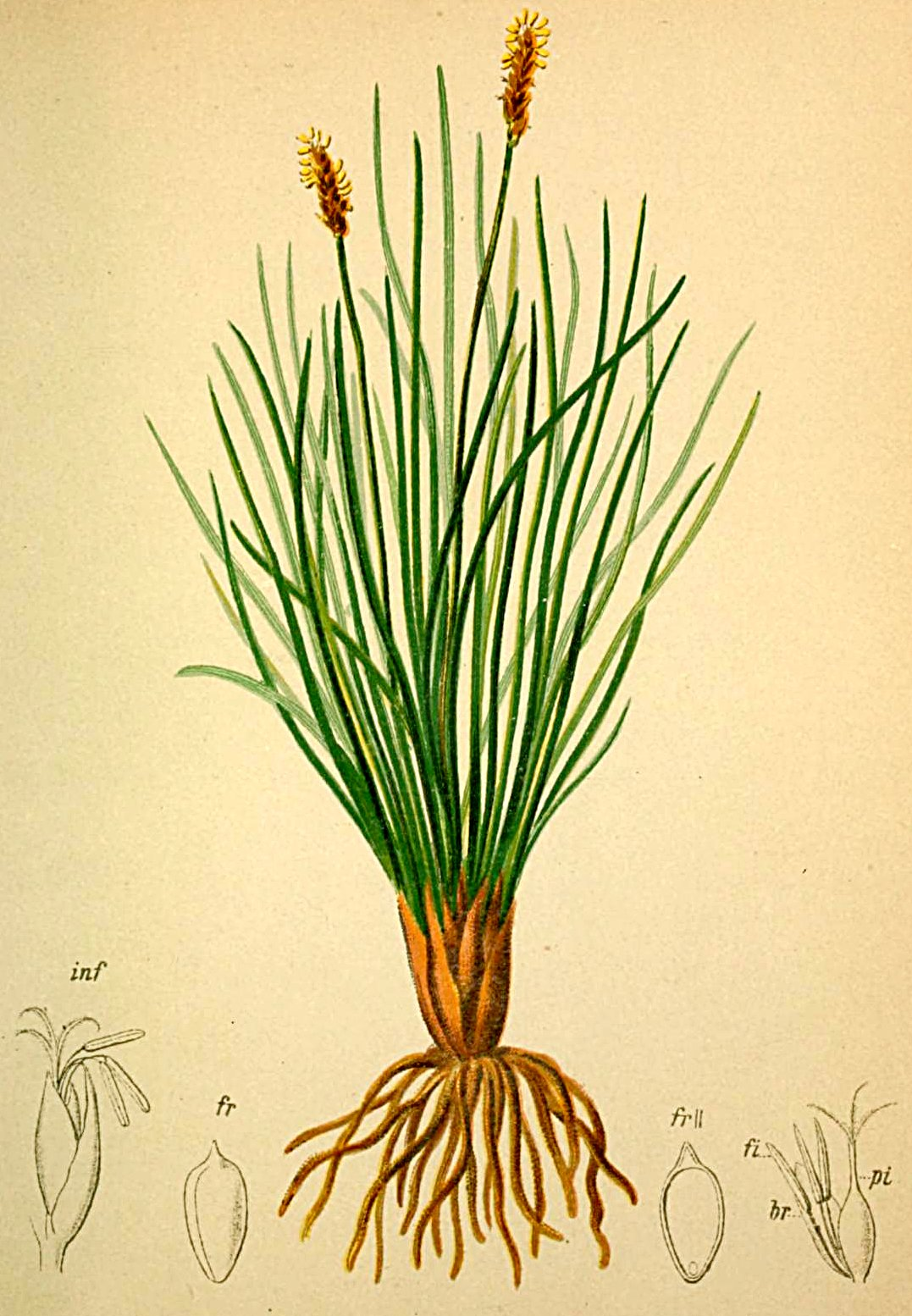
Illustration aus Atlas der Alpenflora

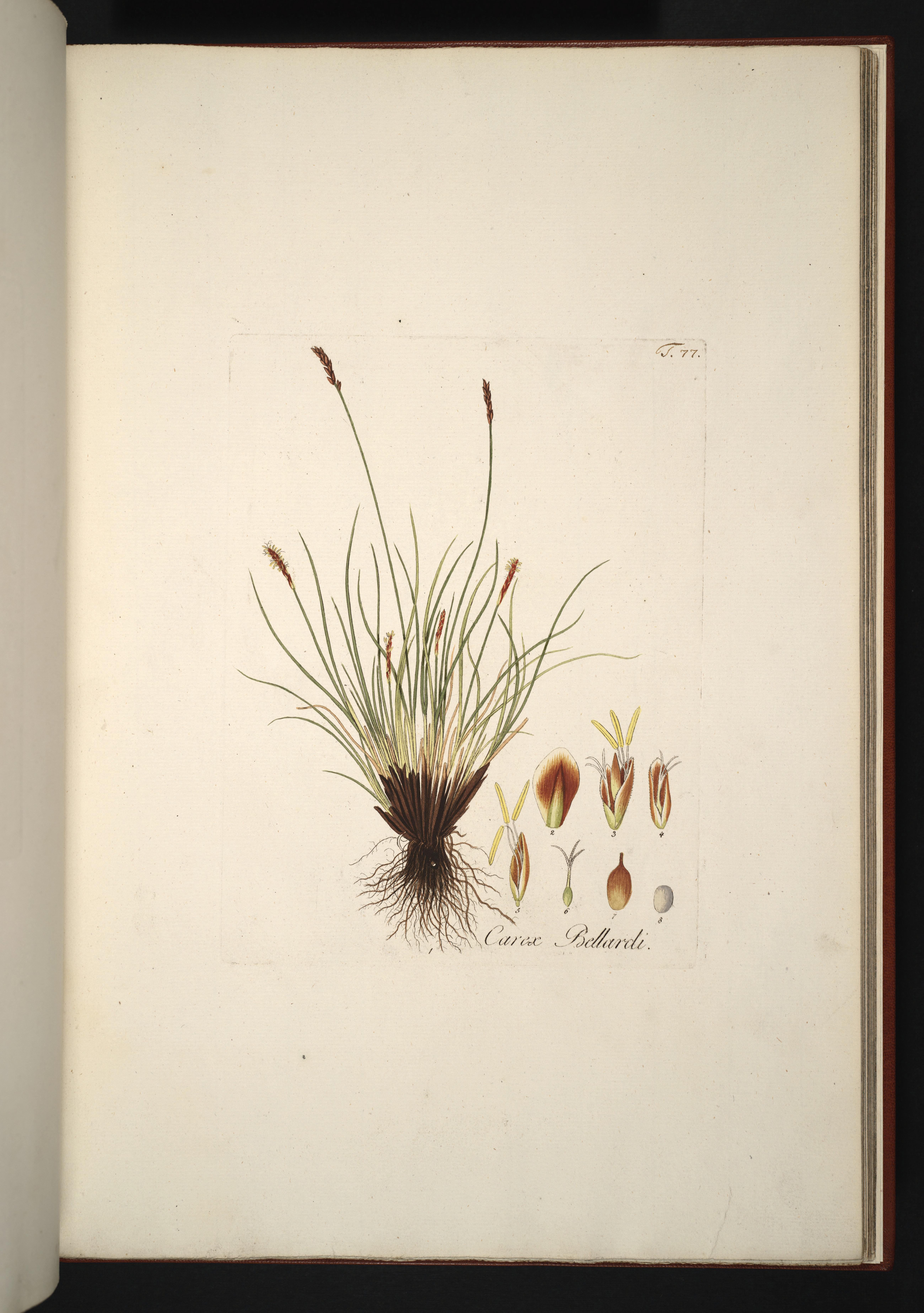
Illustration

### Vegetative Merkmale
Das Nacktried wächst als ausdauernde krautige Pflanze und erreicht Wuchshöhen von 5 bis 20, selten bis zu 30 Zentimetern. Sie besitzt ein starres Rhizom. Das Ähren-Schuppenried bildet zahlreiche aufrechte Stängel, die bei einer Breite von etwa 0,5 Millimetern stielrund oder stumpf-dreikantig und nur am Grunde beblättert sind. Am Grunde besitzt das Nacktried braungelbe Blattscheiden, die lederartig glänzend sind.
Die Laubblätter sind borstenförmig und oft so lang oder länger als der Stängel.

### Generative Merkmale
Die Blütezeit reicht von Juni bis August, selten länger. Der einzige endständige, ährige Blütenstand ist 1 bis 3 Zentimeter lang sowie 2 bis 3 Millimeter breit und enthält 10 bis 20 Ährchen. Der Blütenstand ist schmal und an seiner Basis oft unterbrochen. Die Ährchen enthalten männliche oder weibliche Blüten oder beides. Die weiblichen Blüten haben ein Tragblatt, das an seiner Basis mit den Rändern verwachsen ist und schlauchartig diese umschließt. Das endständige Ährchen enthält meist aus mehrere männliche Blüten. Die seitlichen Ährchen enthalten eine untere weibliche Blüte und eine obere männliche Blüte; selten ist nur die untere weibliche Blüte entwickelt. In männlichen Blüten sind drei Staubblätter und in weiblichen Blüten drei Narben vorhanden.
Die braune, glänzende Nussfrucht ist 1,5 bis 3 Millimeter lang, etwa 1 Millimeter breit, dreikantig und oben durch den Griffelrest stachelspitzig.

### Chromosomensatz
Die Chromosomengrundzahl beträgt x = 29; es liegt Diploidie mit einer Chromosomenzahl von 2n = 56 vor.

## Ökologie
Beim Ähren-Schuppenried um einen skleromorphen Hemikryptophyten.
Das Nackried kann als bisher einzig bekanntes Sauergras eine Ektomykorrhiza eingehen. Als Pilzpartner wurden in einem Gletschervorfeld Cenococcum geophilum, die Erd-Wachskruste (Sebacina incrustans) und Tomentella spec. nachgewiesen.

## Vorkommen
Das Nacktried ist auf der Nordhalbkugel weitverbreitet. Es gedeiht in der Arktis in Europa, Sibirien, Grönland und Nordamerika. Außerdem kommt es in den Gebirgen Europas, Asiens und Nordamerikas vor.
Das Nacktried ist eine rasenbildende Pflanze der hochalpinen Höhenstufe (Ökologie)|Höhenstufe. Es gedeiht an windgescherten Graten auf frosttrockenen, basenreichen, aber meist oberflächlich entkalkten sauren Böden bei einem Optimum von pH 6. Es bildet hier eine auffällige Pflanzengesellschaft, das Elynetum Br.-Bl. 1913 (Ordnung Elynetalia Oberd. 57, Klasse Carici rupestris-Kobresietea bellardii Ohba 74), das schon früh in der Geschichte der Pflanzensoziologie als typisch erkannt wurde; die Erstbeschreiber dieser Pflanzengesellschaft waren die Schweizer Botaniker Heinrich Brockmann-Jerosch, Eduard August Rübel und Josias Braun-Blanquet.
Das Nacktried ist sehr widerstandsfähig gegen Schneeschliff. Es wächst in den Alpen in Höhenlagen von 1220 bis 3180 Metern. In den Allgäuer Alpen gedeiht es nur ausnahmsweise unterhalb Höhenlagen von 2000 Metern, so an der Höfats in Bayern bei einer Höhenlage von 1547 Metern oder in Südtirol bei Soraga di Fassa bei einer Höhenlage von 1220 Metern. Der höchste Fundort in Mitteleuropa ist das Oberrothorn bei Zermatt, wo das Nacktried eine Höhenlage von 3180 Meter erreicht.
Die ökologischen Zeigerwerte nach Landolt et al. 2010 sind in der Schweiz: Feuchtezahl F = 2 (mäßig trocken), Lichtzahl L = 5 (sehr hell), Reaktionszahl R = 3 (schwach sauer bis neutral), Temperaturzahl T = 1+ (unter-alpin, supra-subalpin und ober-subalpin), Nährstoffzahl N = 1 (sehr nährstoffarm), Kontinentalitätszahl K = 4 (subkontinental).

## Taxonomie
Die Erstveröffentlichung erfolgte 1779 durch Dominique Villars unter dem Namen (Basionym) Carex myosuroides in Prospectus de l'Histoire des Plantes de Dauphiné, Seite 17. Die Neukombination Kobresia myosuroides (Vill.) Fiori wurde 1896 durch Adriano Fiori in A. Fiori, A. Beguinot, G. Paoletti: Flora Analitica d'Italia ..., Band 1, Seite 125 veröffentlicht. Weitere Synonyme für Kobresia myosuroides (Vill.) Fiori sind: Kobresia bellardii (All.) Degl. ex Loisel., Elyna bellardii (All.) K.Koch, Elyna myosuroides (Vill.) Fritsch.
Bei einigen Autoren ist Carex myosuroides Vill. der akzeptierte wissenschaftliche Name. Buttler et al. 2017 haben in Beiträge zur Fortschreibung der Florenliste Deutschlands ... bestätigt, dass GlobaL Carex Group 2015 die Arten der ehemaligen Gattung Kobresia formal in die Gattung Carex gestellt haben und damit Carex myosuroides Vill. der akzeptierte wissenschaftliche Name ist.